# Coupe du monde de cyclisme sur piste 2004-2005
Navigation
Coupe du monde 2004 Coupe du monde 2005-2006
La Coupe du monde de cyclisme sur piste 2004–2005 est une compétition de cyclisme sur piste organisée par l'Union cycliste internationale. La saison s'est déroulée du 5 novembre 2004 au 20 février 2005, en quatre manches à Moscou, Los Angeles, Manchester et Sydney.

## Classement par nations
| Rang | Pays/Équipe      | Moscou | Los Angeles | Manchester | Sydney | Total |
| ---- | ---------------- | ------ | ----------- | ---------- | ------ | ----- |
| 1    | Pays-Bas         | 95     | 89          | 56         | 120    | 360   |
| 2    | Russie           | 127    | 86          | 78         | 33     | 324   |
| 3    | Grande-Bretagne  | 71     | 75          | 101        | 50     | 297   |
| 4    | Australie        | 8      | 64          | 77         | 132    | 281   |
| 5    | Allemagne        | 88     | 74          | 88         | 21     | 271   |
| 6    | France           | 54     | 62          | 80         | 45     | 241   |
| 7    | Italie           | 59     | 38          | 49         | 67     | 213   |
| 8    | Ukraine          | 76     | 47          | 35         | 29     | 187   |
| 9    | États-Unis       | 34     | 53          | 37         | 41     | 165   |
| 10   | Nouvelle-Zélande | -      | 46          | 19         | 64     | 129   |

## Hommes

### Kilomètre

#### Résultats
| Date          | Lieu        | Vainqueur     | Deuxième       | Troisième       |
| ------------- | ----------- | ------------- | -------------- | --------------- |
| novembre 2004 | Moscou      | Jason Queally | Sören Lausberg | Alois Kaňkovský |
| décembre 2004 | Los Angeles | Theo Bos      | Jason Queally  | Ben Kersten     |
| janvier 2005  | Manchester  | Chris Hoy     | Ben Kersten    | Stefan Nimke    |
| février 2005  | Sydney      | Ben Kersten   | Tim Veldt      | François Pervis |

#### Classement
| Pos. | Cycliste        | Mos | LAn | Man | Syd | Pts |
| 1.   | Ben Kersten     |     | 8   | 10  | 12  | 30  |
| 2.   | Jason Queally   | 12  | 10  |     |     | 22  |
| 3.   | Tim Veldt       |     |     | 6   | 10  | 16  |
| 4.   | Alois Kaňkovský | 8   |     | 7   |     | 15  |
| 5.   | Yusho Oikawa    | 2   | 4   | 1   | 6   | 13  |

### Keirin

#### Résultats
| Date          | Lieu        | Vainqueur    | Deuxième         | Troisième                        |
| ------------- | ----------- | ------------ | ---------------- | -------------------------------- |
| novembre 2004 | Moscou      | Sergiy Ruban | Grégory Baugé    | Ivan Vrba                        |
| décembre 2004 | Los Angeles | Teun Mulder  | Arnaud Tournant  | José Antonio Villanueva Trinidad |
| janvier 2005  | Manchester  | René Wolff   | Mickaël Bourgain | Shane Kelly                      |
| février 2005  | Sydney      | Theo Bos     | Laurent Gané     | Pavel Buráň                      |

#### Classement
| Pos. | Cycliste                | Mos | LAn | Man | Syd | Pts |
| 1.   | Andriy Vynokourov       | 4   | 7   | 7   |     | 19  |
| 2.   | Sergiy Ruban            | 12  |     | 5   |     | 17  |
| 3.   | José Antonio Villanueva | 7   | 8   |     |     | 17  |
| 4.   | Theo Bos                |     |     |     | 12  | 12  |
| 5.   | René Wolff              |     |     | 12  |     | 12  |

### Vitesse individuelle

#### Résultats
| Date          | Lieu        | Vainqueur        | Deuxième           | Troisième                        |
| ------------- | ----------- | ---------------- | ------------------ | -------------------------------- |
| novembre 2004 | Moscou      | Sergiy Ruban     | Grégory Baugé      | Teun Mulder                      |
| décembre 2004 | Los Angeles | Mickaël Bourgain | Arnaud Tournant    | Kazuya Narita                    |
| janvier 2005  | Manchester  | Mickaël Bourgain | Łukasz Kwiatkowski | José Antonio Villanueva Trinidad |
| février 2005  | Sydney      | Theo Bos         | Jobie Dajka        | Arnaud Tournant                  |

#### Classement
| Pos. | Cycliste         | Mos | LAn | Man | Syd | Pts |
| 1.   | Mickaël Bourgain |     | 12  | 12  |     | 24  |
| 2.   | Grégory Baugé    | 10  |     | 7   | 7   | 24  |
| 3.   | Arnaud Tournant  |     | 10  |     | 8   | 18  |
| 4.   | Kazuya Narita    | 7   | 8   |     | 1   | 16  |
| 5.   | Jobie Dajka      |     |     | 4   | 10  | 14  |

### Vitesse par équipes

#### Résultats
| Date          | Lieu        | Vainqueur                                                    | Deuxième                                                | Troisième                                                |
| ------------- | ----------- | ------------------------------------------------------------ | ------------------------------------------------------- | -------------------------------------------------------- |
| novembre 2004 | Moscou      | Allemagne Sören Lausberg Michael Seidenbecher Jan van Eijden | France Grégory Baugé Hervé Gané Mathieu Mandard         | Russie Dmitriy Leopold Sergey Polynskiy Sergiy Ruban     |
| décembre 2004 | Los Angeles | Pays-Bas Theo Bos Teun Mulder Tim Veldt                      | Allemagne Carsten Bergemann Matthias John Stefan Nimke  | France Mickaël Bourgain Didier Henriette Arnaud Tournant |
| janvier 2005  | Manchester  | Grande-Bretagne Chris Hoy Craig MacLean Jason Queally        | Pologne Rafa Furman Łukasz Kwiatkowski Damian Zieliński | Japon Kazuya Narita Yusho Oikawa Kazunari Watanabe       |
| février 2005  | Sydney      | France Grégory Baugé François Pervis Arnaud Tournant         | Japon Kazuya Narita Yusho Oikawa Kazunari Watanabe      | Australie Jobie Dajka Joel Leonard Ben Kersten           |

#### Classement
| Pos. | Équipe    | Mos | LAn | Man | Syd | Pts |
| 1.   | France    | 10  | 8   |     | 12  | 30  |
| 2.   | Japon     |     | 7   | 8   | 10  | 25  |
| 3.   | Allemagne | 12  | 10  |     |     | 22  |
| 4.   | Pologne   | 6   | 5   | 10  |     | 21  |
| 5.   | Australie |     | 6   | 7   | 8   | 21  |

### Poursuite individuelle

#### Résultats
| Date          | Lieu        | Vainqueur        | Deuxième         | Troisième     |
| ------------- | ----------- | ---------------- | ---------------- | ------------- |
| novembre 2004 | Moscou      | Volodymyr Dyudya | Robert Hayles    | Jens Mouris   |
| décembre 2004 | Los Angeles | Robert Bartko    | Mikhail Ignatiev | Sergi Escobar |
| janvier 2005  | Manchester  | Sergi Escobar    | Robert Hayles    | Levi Heimans  |
| février 2005  | Sydney      | Levi Heimans     | Edward Clancy    | Ivan Kovalev  |

#### Classement
| Pos. | Cycliste             | Mos | LAn | Man | Syd | Pts |
| 1.   | Levi Heimans         |     |     | 8   | 12  | 20  |
| 2.   | Sergi Escobar        |     | 8   | 12  |     | 20  |
| 3.   | Robert Hayles        | 10  |     | 10  |     | 20  |
| 4.   | Volodymyr Dyudya     | 12  | 5   |     |     | 17  |
| 5.   | Alessandro Mazzolani | 5   |     | 5   | 7   | 17  |

### Poursuite par équipes

#### Résultats
| Date          | Lieu        | Vainqueur                                                                   | Deuxième                                                                            | Troisième                                                                       |
| ------------- | ----------- | --------------------------------------------------------------------------- | ----------------------------------------------------------------------------------- | ------------------------------------------------------------------------------- |
| novembre 2004 | Moscou      | Ukraine Volodymyr Dyudya Roman Kononenko Vitaliy Popkov Volodymyr Zagorodny | Pays-Bas Jens Mouris Peter Schep Wim Stroetinga Niki Terpstra                       | Russie Sergueï Klimov Anton Mindlin Alexander Serov Nikolay Trusov              |
| décembre 2004 | Los Angeles | Allemagne Robert Bartko Robert Bengsch Henning Bommel Leif Lampater         | Nouvelle-Zélande Jason Allen Timothy Gudsell Peter Latham Marc Ryan                 | Ukraine Volodymyr Dyudya Roman Kononenko Lyubomyr Polatayko Volodymyr Zagorodny |
| janvier 2005  | Manchester  | Grande-Bretagne Steven Cummings Robert Hayles Paul Manning Chris Newton     | Espagne Carlos Castaño Panadero Guillermo Ferrer Garcia Asier Maeztu Carlos Torrent | Allemagne Christian Bach Robert Bengsch Henning Bommel Leif Lampater            |
| février 2005  | Sydney      | Nouvelle-Zélande Jason Allen Hayden Godfrey Gregory Henderson Marc Ryan     | Grande-Bretagne Matthew Brammeier Mark Cavendish Edward Clancy Tom White            | Australie Richard England Sean Finning Matthew Goss Miles Olman                 |

#### Classement
| Pos. | Équipe           | Mos | LAn | Man | Syd | Pts |
| 1.   | Grande-Bretagne  | 5   |     | 12  | 10  | 27  |
| 2.   | Allemagne        | 7   | 12  | 8   |     | 27  |
| 3.   | Russie           | 8   | 6   | 6   | 7   | 27  |
| 4.   | Nouvelle-Zélande |     | 10  | 4   | 12  | 26  |
| 5.   | Ukraine          | 12  | 8   | 3   |     | 23  |

### Course aux points

#### Résultats
| Date          | Lieu        | Vainqueur        | Deuxième           | Troisième               |
| ------------- | ----------- | ---------------- | ------------------ | ----------------------- |
| novembre 2004 | Moscou      | Peter Schep      | Petr Lazar         | Luis Fernando Sepulveda |
| décembre 2004 | Los Angeles | Mikhail Ignatiev | Colby Pearce       | Chris Newton            |
| janvier 2005  | Manchester  | Vasil Kiryienka  | Nikita Eskov       | Colby Pearce            |
| février 2005  | Sydney      | Volodymyr Rybin  | Ioánnis Tamourídis | Sean Finning            |

#### Classement
| Pos. | Cycliste         | Mos | LAn | Man | Syd | Pts |
| 1.   | Mikhail Ignatiev | 6   | 12  |     |     | 18  |
| 2.   | Colby Pierce     |     | 10  | 8   |     | 18  |
| 3.   | Sergi Escobar    |     | 6   | 7   |     | 13  |
| 4.   | Volodymyr Rybin  |     |     |     | 12  | 12  |
| 5.   | Vasil Kiryienka  |     |     | 12  |     | 12  |

### Scratch

#### Résultats
| Date          | Lieu        | Vainqueur       | Deuxième         | Troisième                   |
| ------------- | ----------- | --------------- | ---------------- | --------------------------- |
| novembre 2004 | Moscou      | James Carney    | Geraint Thomas   | Matthew Gilmore             |
| décembre 2004 | Los Angeles | Alex Rasmussen  | Siarhei Daubniuk | José Alfredo Medina Andrade |
| janvier 2005  | Manchester  | Jérôme Neuville | Volodymyr Rybin  | Ioánnis Tamourídis          |
| février 2005  | Sydney      | Wim Stroetinga  | Alex Rasmussen   | Gregory Henderson           |

#### Classement
| Pos. | Cycliste          | Mos | LAn | Man | Syd | Pts |
| 1.   | Alex Rasmussen    |     | 12  | 7   | 10  | 29  |
| 2.   | Wim Stroetinga    |     | 6   | 4   | 12  | 22  |
| 3.   | James Carney      | 12  |     |     | 4   | 16  |
| 4.   | Jérôme Neuville   |     |     | 12  |     | 12  |
| 5.   | Gregory Henderson |     | 4   |     | 8   | 12  |

### Américaine

#### Résultats
| Date          | Lieu        | Vainqueur                                 | Deuxième                                     | Troisième                                |
| ------------- | ----------- | ----------------------------------------- | -------------------------------------------- | ---------------------------------------- |
| novembre 2004 | Moscou      | Belgique Matthew Gilmore Iljo Keisse      | Tchéquie Martin Bláha Petr Lazar             | Slovaquie Martin Liska Jozef Zabka       |
| décembre 2004 | Los Angeles | Allemagne Robert Bartko Leif Lampater     | Tchéquie Martin Bláha Petr Lazar             | Russie Mikhail Ignatiev Nikolay Trusov   |
| janvier 2005  | Manchester  | France Andy Flickinger Jérôme Neuville    | Belgique Kenny De Ketele Wouter Van Mechelen | Allemagne Leif Lampater Andreas Müller   |
| février 2005  | Sydney      | Ukraine Dmytro Grabovskyy Volodymyr Rybin | Danemark Michael Mørkøv Alex Rasmussen       | Grande-Bretagne Mark Cavendish Tom White |

#### Classement
| Pos. | Équipe    | Mos | LAn | Man | Syd | Pts |
| 1.   | Tchéquie  | 10  | 10  | 4   |     | 24  |
| 2.   | Belgique  | 12  |     | 10  |     | 22  |
| 3.   | Ukraine   | 6   | 4   |     | 12  | 22  |
| 4.   | Allemagne |     | 12  | 8   |     | 20  |
| 5.   | France    | 7   |     | 12  |     | 19  |

## Femmes

### 500 mètres

#### Résultats
| Date          | Lieu        | Vainqueur            | Deuxième           | Troisième        |
| ------------- | ----------- | -------------------- | ------------------ | ---------------- |
| novembre 2004 | Moscou      | Tamilla Abassova     | Yvonne Hijgenaar   | Elisa Frisoni    |
| décembre 2004 | Los Angeles | Natallia Tsylinskaya | Elisa Frisoni      | Yvonne Hijgenaar |
| janvier 2005  | Manchester  | Tamilla Abassova     | Victoria Pendleton | Elisa Frisoni    |
| février 2005  | Sydney      | Yvonne Hijgenaar     | Elisa Frisoni      | Lori-Ann Muenzer |

#### Classement
| Pos. | Cycliste             | Mos | LAn | Man | Syd | Pts |
| 1.   | Elisa Frisoni        | 8   | 10  | 8   | 10  | 36  |
| 2.   | Tamilla Abassova     | 12  | 7   | 12  |     | 31  |
| 3.   | Yvonne Hijgenaar     | 10  | 8   |     | 12  | 30  |
| 4.   | Natallia Tsylinskaya |     | 12  | 7   |     | 19  |
| 5.   | Victoria Pendleton   | 6   | 2   | 10  |     | 18  |

### Keirin

#### Résultats
| Date          | Lieu        | Vainqueur            | Deuxième         | Troisième            |
| ------------- | ----------- | -------------------- | ---------------- | -------------------- |
| novembre 2004 | Moscou      | Susan Panzer         | Tamilla Abassova | Christin Muche       |
| décembre 2004 | Los Angeles | Victoria Pendleton   | Anna Meares      | Natallia Tsylinskaya |
| janvier 2005  | Manchester  | Natallia Tsylinskaya | Susan Panzer     | Jennie Reed          |
| février 2005  | Sydney      | Anna Meares          | Shuang Guo       | Jennie Reed          |

#### Classement
| Pos. | Cycliste             | Mos | LAn | Man | Syd | Pts |
| 1.   | Anna Meares          |     | 10  |     | 12  | 22  |
| 2.   | Susan Panzer         | 12  |     | 10  |     | 22  |
| 3.   | Elisa Frisoni        | 7   | 4   | 6   | 5   | 22  |
| 4.   | Jennie Reed          |     | 5   | 8   | 8   | 21  |
| 5.   | Natallia Tsylinskaya |     | 8   | 12  |     | 20  |

### Vitesse individuelle

#### Résultats
| Date          | Lieu        | Vainqueur            | Deuxième           | Troisième        |
| ------------- | ----------- | -------------------- | ------------------ | ---------------- |
| novembre 2004 | Moscou      | Tamilla Abassova     | Chian Fang         | Christin Muche   |
| décembre 2004 | Los Angeles | Natallia Tsylinskaya | Tamilla Abassova   | Elisa Frisoni    |
| janvier 2005  | Manchester  | Christin Muche       | Victoria Pendleton | Tamilla Abassova |
| février 2005  | Sydney      | Anna Meares          | Shuang Guo         | Yvonne Hijgenaar |

#### Classement
| Pos. | Cycliste         | Mos | LAn | Man | Syd | Pts |
| 1.   | Tamilla Abassova | 12  | 10  | 8   |     | 30  |
| 2.   | Elisa Frisoni    | 6   | 8   | 7   | 4   | 25  |
| 3.   | Yvonne Hijgenaar | 7   | 3   | 4   | 8   | 22  |
| 4.   | Christin Muche   | 8   |     | 12  |     | 20  |
| 5.   | Anna Meares      |     | 7   |     | 12  | 19  |

### Poursuite individuelle

#### Résultats
| Date          | Lieu        | Vainqueur          | Deuxième           | Troisième          |
| ------------- | ----------- | ------------------ | ------------------ | ------------------ |
| novembre 2004 | Moscou      | Oxana Kostenko     | Lyudmyla Vypyraylo | Marlijn Binnendijk |
| décembre 2004 | Los Angeles | Katie Mactier      | Emma Davies        | Elena Tchalykh     |
| janvier 2005  | Manchester  | Katherine Bates    | Emma Davies        | Karin Thürig       |
| février 2005  | Sydney      | Marlijn Binnendijk | Dale Tye           | Tatsiana Sharakova |

#### Classement
| Pos. | Cycliste           | Mos | LAn | Man | Syd | Pts |
| 1.   | Lyudmyla Vypyraylo | 10  | 6   | 5   |     | 21  |
| 2.   | Marlijn Binnendijk | 8   |     |     | 12  | 20  |
| 3.   | Emma Davies        |     | 10  | 10  |     | 20  |
| 4.   | Dale Tye           |     | 4   |     | 10  | 14  |
| 5.   | Tatsiana Sharakova |     |     | 6   | 8   | 14  |

### Course aux points

#### Résultats
| Date          | Lieu        | Vainqueur          | Deuxième         | Troisième          |
| ------------- | ----------- | ------------------ | ---------------- | ------------------ |
| novembre 2004 | Moscou      | Lyudmyla Vypyraylo | Rebecca Bertolo  | Apollinaria Bakova |
| décembre 2004 | Los Angeles | Erin Mirabella     | Alexis Rhodes    | Adrie Visser       |
| janvier 2005  | Manchester  | Katherine Bates    | Vera Carrara     | Alexis Rhodes      |
| février 2005  | Sydney      | Rochelle Gilmore   | Giorgia Bronzini | Yun Mei Wu         |

#### Classement
| Pos. | Cycliste           | Mos | LAn | Man | Syd | Pts |
| 1.   | Lyudmyla Vypyraylo | 12  | 7   | 7   |     | 26  |
| 2.   | Alexis Rhodes      |     | 10  | 8   |     | 18  |
| 3.   | Giorgia Bronzini   |     | 6   |     | 10  | 16  |
| 4.   | Marlijn Binnendijk | 5   |     | 4   | 5   | 14  |
| 5.   | Rochelle Gilmore   |     |     |     | 12  | 12  |

### Scratch

#### Résultats
| Date          | Lieu        | Vainqueur          | Deuxième        | Troisième          |
| ------------- | ----------- | ------------------ | --------------- | ------------------ |
| novembre 2004 | Moscou      | Apollinaria Bakova | Oxana Kostenko  | Annalisa Cucinotta |
| décembre 2004 | Los Angeles | Yulia Aroustamova  | Eleonora Soldo  | Emma Davies        |
| janvier 2005  | Manchester  | Katherine Bates    | Rebecca Quinn   | Virginie Moinard   |
| février 2005  | Sydney      | Annalisa Cucinotta | Katherine Bates | Catherine Sell     |

#### Classement
| Pos. | Cycliste           | Mos | LAn | Man | Syd | Pts |
| 1.   | Katherine Bates    |     |     | 12  | 10  | 22  |
| 2.   | Annalisa Cucinotta | 8   |     |     | 12  | 20  |
| 3.   | Yulia Aroustamova  |     | 12  | 4   |     | 16  |
| 4.   | Rebecca Quinn      |     | 4   | 10  |     | 14  |
| 5.   | Catherine Sell     |     | 1   | 5   | 8   | 14  |

## Sources
- Résultats officiels sur le site de l'UCI
- Résultats de la manche de Moscou
- Résultats de la manche de Los Angeles
- Résultats de la manche de Manchester
- Résultats de la manche de Sydney